# Pointe à dos courbe
Une pointe à dos courbe est un outil microlithique préhistorique en silex utilisé par les chasseurs-cueilleurs de l'Épipaléolithique en Europe de l'Ouest.

## Définition
Une pointe à dos courbe est une pointe dont le dos cortical a été partiellement façonné par des retouches abruptes unipolaires.

## Chronologie
L'utilisation des pointes à dos courbe (pointes aziliennes ou Federmesser) s'est généralisée en Europe de l'Ouest lors de l'interstade climatique du Bölling-Alleröd (de 14 600 à 12 900 ans avant le présent), un épisode moins froid du Tardiglaciaire lors duquel s'ouvre l'Épipaléolithique en Europe. Au Dryas récent (de 12 900 à 11 700 ans AP), dernier épisode glaciaire qui suit, les pointes à dos courbe perdurent, sous des formes différentes, dans de nombreux secteurs.

## Galerie

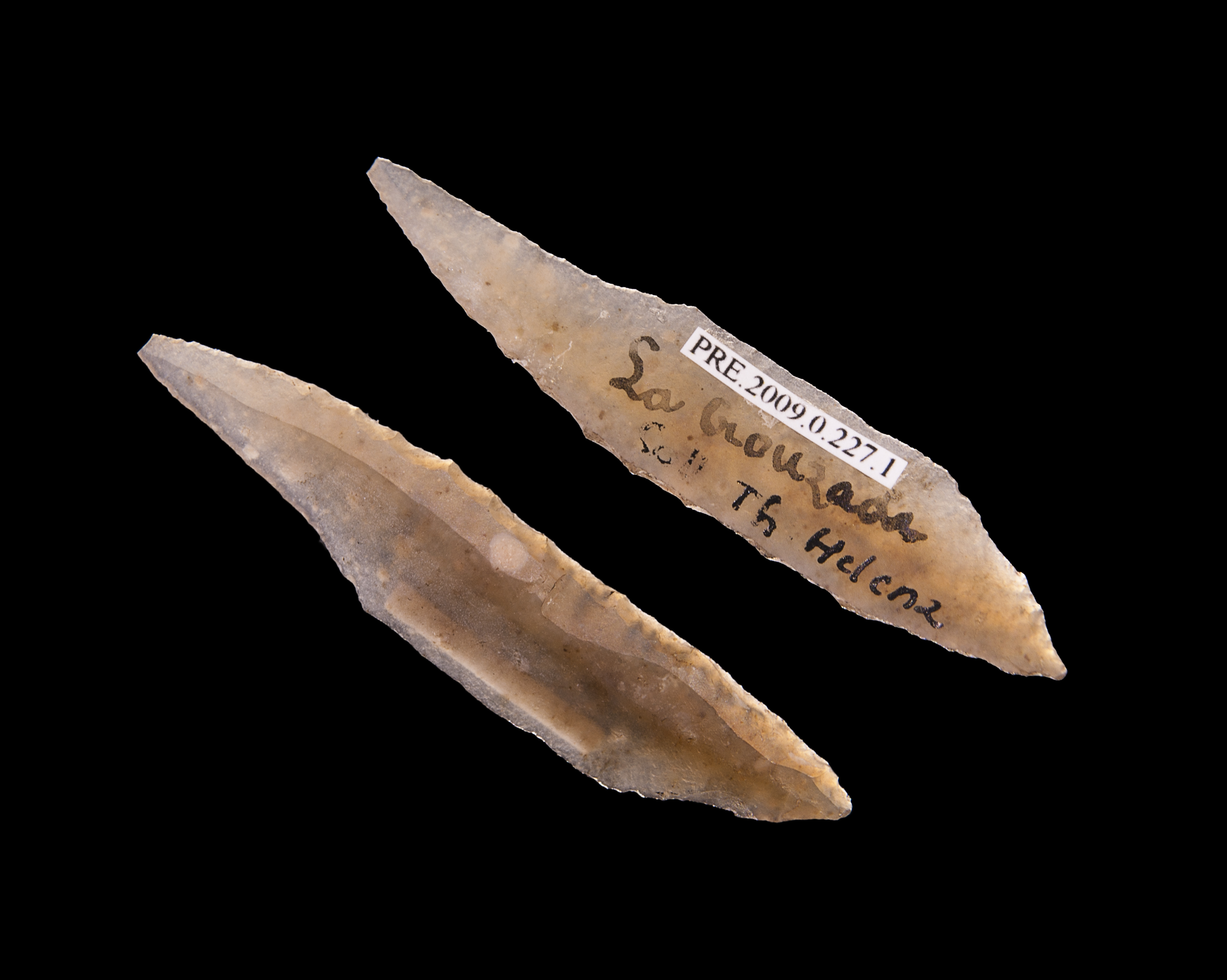
Pointe à dos courbe - Muséum de Toulouse
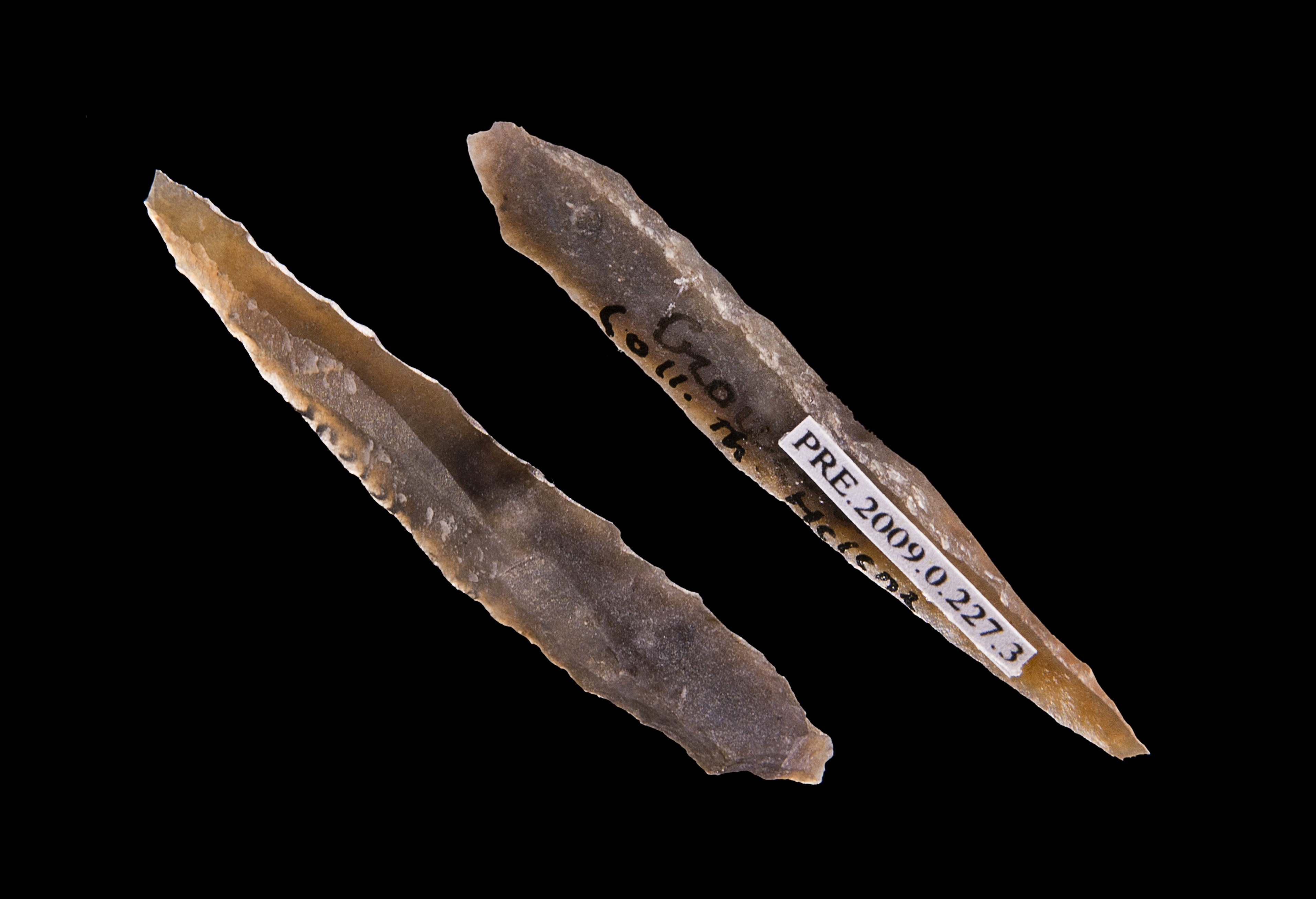
Pointe à dos courbe - Muséum de Toulouse
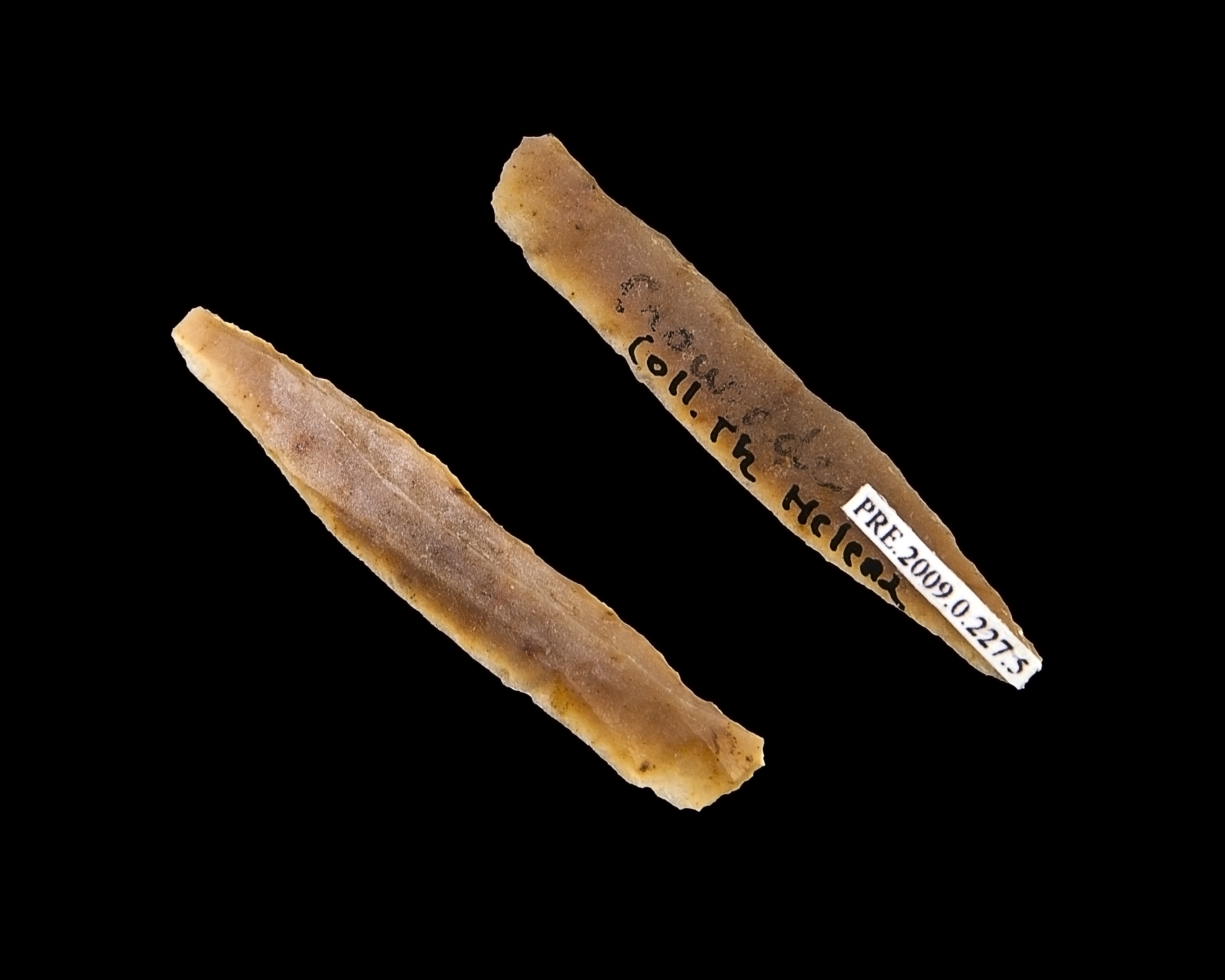
Pointe à dos courbe - Muséum de Toulouse
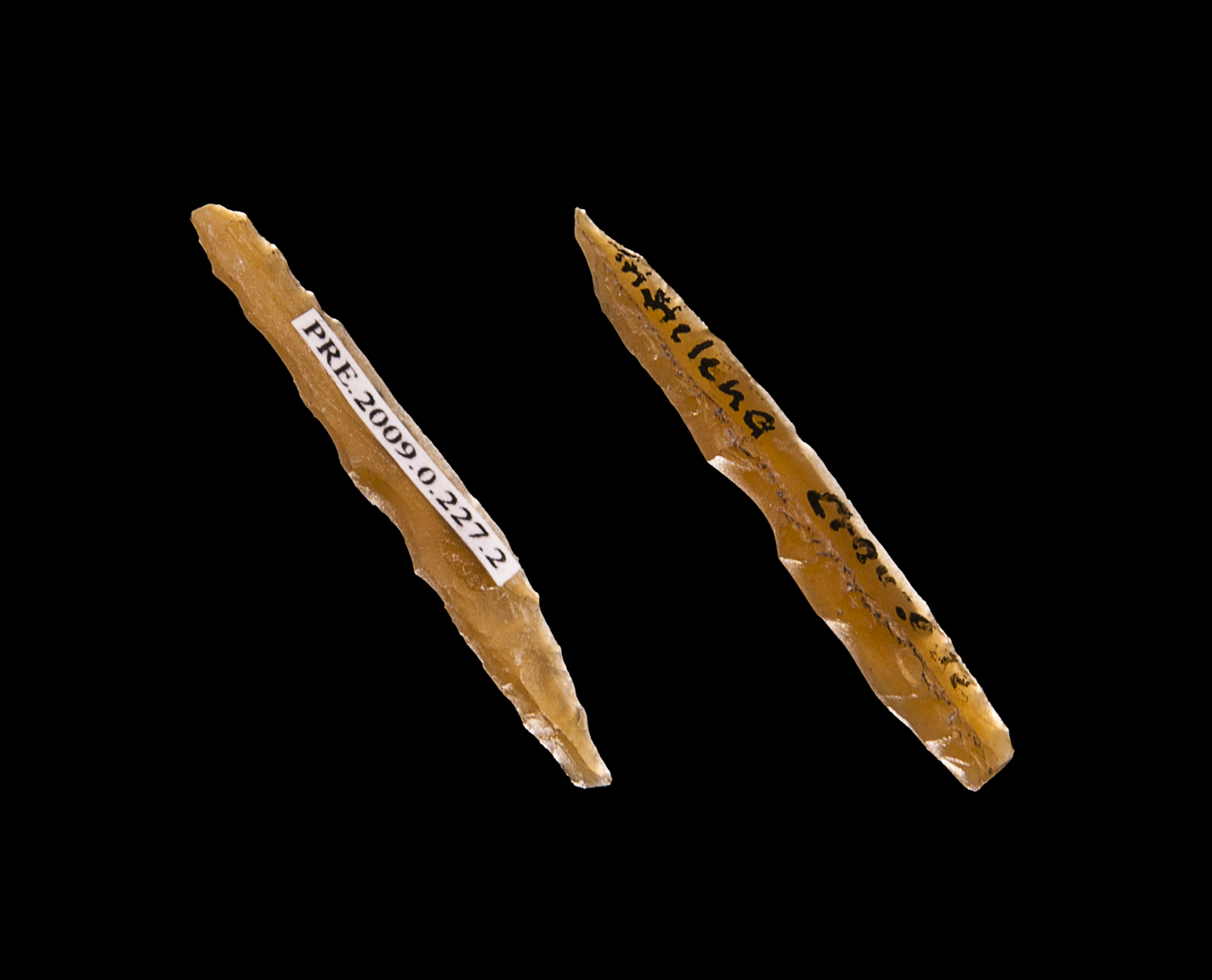
Pointe à dos courbe - Muséum de Toulouse